# Gino Cervi
Gino Cervi, all'anagrafe Luigi Cervi (Bologna, 3 maggio 1901 – Punta Ala, 3 gennaio 1974), è stato un attore, doppiatore e conduttore radiofonico italiano.
Dotato di grande presenza scenica e di notevole incisività recitativa, è stato uno dei più prolifici e versatili interpreti nella storia dello spettacolo italiano, spaziando dal teatro serio a quello brillante, dal cinema alla radio e alla televisione.

## Biografia

Gino Cervi in una scena di Don Camillo monsignore... ma non troppo (1961)

Figlio di Angela Dall'Alpi e del giornalista Antonio Cervi, critico teatrale de Il Resto del Carlino, nacque nello storico quartiere bolognese di Santo Stefano in via Cartoleria, 3. Si sentì sempre legato a Casalbuttano, in provincia di Cremona, dove è sepolto il padre e dove la famiglia era proprietaria, fra le altre, della cascina Convento.

### Il teatro

Gino Cervi interpreta Falstaff ne Le allegre comari di Windsor (1959)

Fin da bambino si appassionò al teatro, tanto da insistere affinché suo padre lo portasse ad assistere a qualche spettacolo. D'alta statura, robusto, dotato di bella presenza e di modi signorili e raffinati, iniziò come filodrammatico, per esordire ufficialmente nel 1924 al fianco della celebre Alda Borelli ne La vergine folle di Henri Diamant Berger, tratta da un dramma di Henri Bataille.
Nel 1925 fu chiamato come primo attore giovane da Luigi Pirandello nella compagnia del Teatro d'Arte di Roma, accanto ai primi attori Marta Abba, Lamberto Picasso e Ruggero Ruggeri, interpretando successi come Sei personaggi in cerca d'autore (nella parte del figlio), opera con cui andò in tournée a Parigi, Londra, Basilea, Berlino.
Ottenne rapidamente un notevole successo, tanto che nel giro di dieci anni lavorò con le più note compagnie italiane, per diventare poi primo attore nella compagnia Tofano - Maltagliati (1935-1937). La voce profonda e suggestiva e la naturalezza della recitazione lo resero uno dei più apprezzati interpreti di Goldoni, Sofocle, Dostoevskij, e soprattutto di Shakespeare, del quale sarà un memorabile interprete di Otello, e di cui doppierà anche il personaggio di Amleto nella versione cinematografica con protagonista Laurence Olivier.
Nel 1938, insieme ad Andreina Pagnani, Paolo Stoppa e Rina Morelli, costituì la compagnia semistabile del Teatro Eliseo di Roma, di cui assumerà la direzione nel 1939. Sempre nel 1939 interpretò Tirsi in Aminta, per la regia di Renato Simoni e Corrado Pavolini con la Morelli, la Pagnani, Micaela Giustiniani, Rossano Brazzi, Ernesto Sabbatini, Carlo Ninchi, Aroldo Tieri e Annibale Ninchi al Giardino di Boboli a Firenze.

### Il cinema

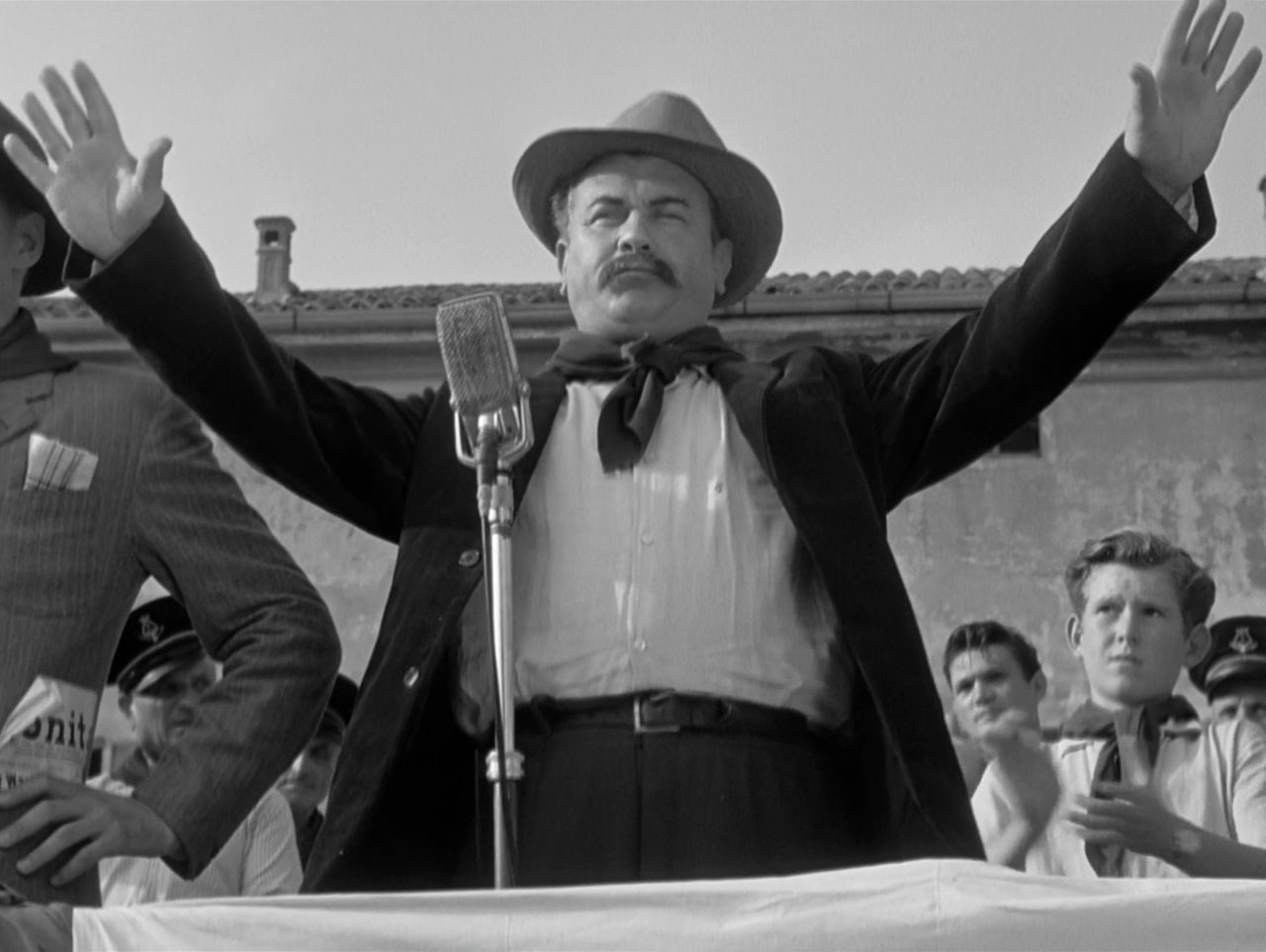
Gino Cervi nel ruolo di Peppone nel film Don Camillo (1952)

Già nei primi anni trenta quello di Cervi era un nome ben noto e apprezzato del teatro italiano. Nello stesso periodo anche il cinema, che sin dagli inizi aveva attinto al teatro per fabbricare i propri divi, lo scoprì. L'esordio cinematografico avvenne nel 1934 con Frontiere, diretto da Cesare Meano, ma a farne un grande nome dello schermo sarà il regista Alessandro Blasetti, rendendolo protagonista di una fortunata serie di film storici, quali Ettore Fieramosca (1938), Un'avventura di Salvator Rosa (1939) e La corona di ferro (1941). Sempre Blasetti, nel 1942, lo diresse in un toccante film dai toni amari che precorre il neorealismo, 4 passi fra le nuvole. E sempre nel 1942 affiancò Valentina Cortese nel film storico La regina di Navarra. Nel 1945 affiancò Anna Magnani in Quartetto pazzo.
Negli anni cinquanta ottenne uno straordinario successo con l'interpretazione della fortunatissima serie di film dedicata ai personaggi letterari di Giovannino Guareschi, in cui interpretò il sindaco comunista Giuseppe Bottazzi, detto Peppone. I film della serie saranno cinque: il primo, Don Camillo (1952, anno in cui partecipò anche al film Moglie per una notte, affiancando Gina Lollobrigida), fu diretto da Julien Duvivier e vide Cervi accanto a Don Camillo, interpretato dall'attore francese Fernandel. Guareschi, Cervi e Fernandel divennero ottimi amici e i due attori fecero da testimoni al matrimonio di Carlotta Guareschi, figlia dello scrittore. Il sodalizio artistico e personale tra i due attori fu talmente profondo, che quando Fernandel morì (durante la lavorazione del sesto film della saga), Gino Cervi si rifiutò di proseguire l'opera. L'ultimo film della saga, Don Camillo e i giovani d'oggi, infatti, venne girato con attori differenti.
Il successo nella serie di Don Camillo rivelò le doti di Cervi anche come attore brillante nel genere della commedia. Seguiranno così, fino ai primi anni sessanta, altri film appartenenti al filone della commedia all'italiana, come Il coraggio (1955), Guardia, guardia scelta, brigadiere e maresciallo (1956), Gli anni ruggenti (1962) e Gli onorevoli (1963). Tornerà a un'importante interpretazione drammatica nel 1960 in La lunga notte del '43 di Florestano Vancini, prodotto da suo figlio Antonio. In questo film Cervi interpretò Sciagura, inquietante gerarca fascista che l'attore incarnò con straordinaria abilità, costruendone la fisionomia torbida durante buona parte del film e mettendola poi in contrasto con il tratto pacato e amabile del finale.

### La televisione

Gino Cervi nei panni di Maigret in Le inchieste del commissario Maigret

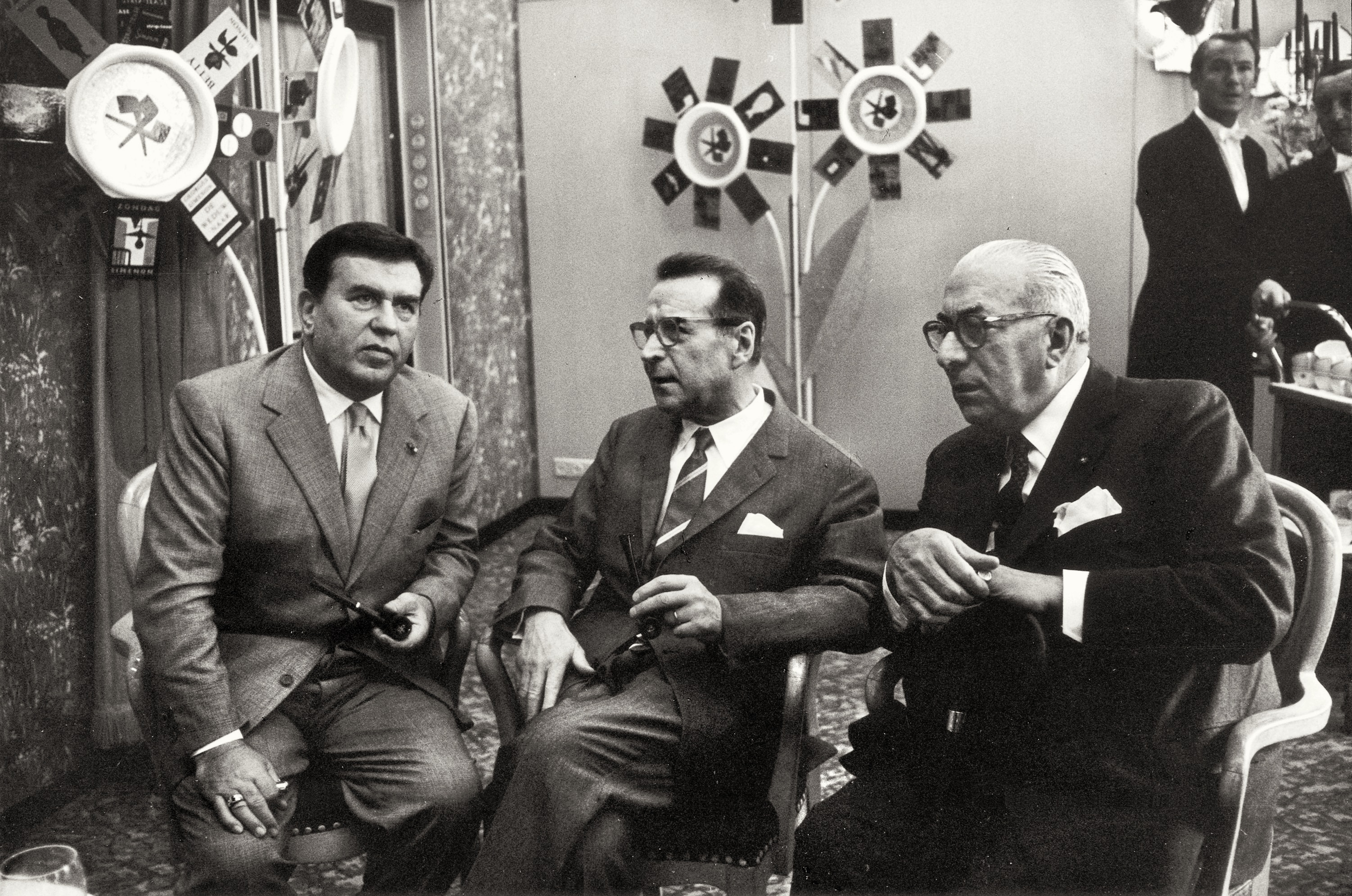
Gino Cervi con lo scrittore Georges Simenon e l'editore Arnoldo Mondadori

A metà degli anni sessanta fu la televisione a dargli una rinnovata notorietà. Nel 1963 tornò a rivestire con successo per il piccolo schermo la figura del cardinale Lambertini, che aveva già interpretato nella versione cinematografica del 1954.
Ma soprattutto, dal 1964 al 1972, Cervi fu l'impeccabile interprete della serie poliziesca Le inchieste del commissario Maigret, ispirata ai romanzi dello scrittore belga Georges Simenon. Al fianco della storica compagna d'arte Andreina Pagnani, tratteggiò con arguzia e bonarietà il celeberrimo personaggio del commissario parigino dal fiuto infallibile, amante della casa e della buona cucina. Lo stesso Simenon considererà quella di Cervi tra le migliori interpretazioni del personaggio di Maigret, anche se l'autore belga indicò Rupert Davies come migliore Maigret "non francese". La serie ottenne un successo strepitoso e le puntate del Maigret televisivo sono state più volte replicate nei canali della Rai anche dopo la sua morte, oltre a essere poste in vendita in VHS e DVD.

### La morte
Le ultime apparizioni sono in alcuni caroselli per un famoso brandy della Buton, che aveva pubblicizzato per anni con un motto in rima, ideato da Marcello Marchesi, di enorme successo all'epoca: «Vecchia Romagna etichetta nera, il brandy che crea un'atmosfera». Caroselli che andarono in onda fino a pochi giorni prima della sua morte, mentre altri, già girati e programmati, furono sostituiti dall'azienda bolognese per rispetto del defunto. Ritiratosi dalle scene nel 1972, Gino Cervi morì due anni dopo nella sua casa di Punta Ala (frazione di Castiglione della Pescaia), a causa di un edema polmonare, all'età di settantadue anni. È sepolto nel cimitero Flaminio di Roma con la moglie Ninì, il figlio Tonino e il fratello Alessandro.
Seppur profondamente cattolico, fu iniziato in Massoneria nel 1946 nella Loggia "Palingenesi" di Roma, appartenente all'Obbedienza della Gran Loggia d'Italia degli Alam, e nel 1947 fu affiliato alla Loggia "Gustavo Modena", di Roma, appartenente alla stessa Obbedienza. Fascista della prima ora, partecipò alla marcia su Roma. In seguito fu vicino alle posizioni politiche centro-liberali e fu critico verso il fascismo squadrista, ad esempio con la profonda interpretazione del gerarca Sciagura, nel film La lunga notte del '43 di Florestano Vancini. Alle elezioni amministrative di Roma del 1967 sostenne la Democrazia Cristiana. Nel 1970 venne eletto consigliere della Regione Lazio per il Partito Liberale Italiano.

## Vita privata
Nel 1928 conobbe in teatro la giovane attrice Angela Rosa Gordini (in seguito nota come Ninì Gordini Cervi) che sposò poco dopo. Dal loro matrimonio nacque Antonio, detto Tonino, poi noto come regista e produttore cinematografico, a sua volta padre di Antonia Cervi, Stefano Cervi, del produttore Antonio Levesi Cervi e dell'attrice Valentina Cervi. Negli ultimi anni lasciò la moglie per sposare Erika Mayer.

## Filmografia

Gino Cervi nel ruolo del re Sedemondo in La corona di ferro (1941)

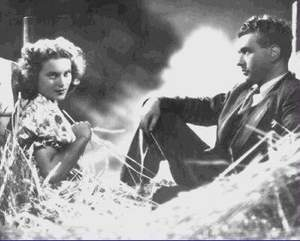
Con Adriana Benetti in 4 passi fra le nuvole (1942)

Gino Cervi in La lunga notte del '43 (1960)

- L'armata azzurra, regia di Gennaro Righelli (1932)
- Frontiere, regia di Mario Carafoli e Cesare Meano (1934)
- Amore, regia di Carlo Ludovico Bragaglia (1935)
- Aldebaran, regia di Alessandro Blasetti (1935)
- I due sergenti, regia di Enrico Guazzoni (1936)
- Gli uomini non sono ingrati, regia di Guido Brignone (1937)
- Voglio vivere con Letizia, regia di Camillo Mastrocinque (1938)
- L'argine, regia di Corrado D'Errico (1938)
- Ettore Fieramosca, regia di Alessandro Blasetti (1938)
- I figli del marchese Lucera, regia di Amleto Palermi (1938)
- Inventiamo l'amore, regia di Camillo Mastrocinque (1938)
- Un'avventura di Salvator Rosa, regia di Alessandro Blasetti (1939)
- Una romantica avventura, regia di Mario Camerini (1940)
- La peccatrice, regia di Amleto Palermi (1940)
- Melodie eterne, regia di Carmine Gallone (1940)
- Il sogno di tutti, regia di Oreste Biancoli e László Kish (1941)
- La corona di ferro, regia di Alessandro Blasetti (1941)
- I promessi sposi, regia di Mario Camerini (1941)
- L'ultimo addio, regia di Ferruccio Cerio (1942)
- La regina di Navarra, regia di Carmine Gallone (1942)
- Don Cesare di Bazan, regia di Riccardo Freda (1942)
- Acque di primavera, regia di Nunzio Malasomma (1942)
- 4 passi fra le nuvole, regia di Alessandro Blasetti (1942)
- Gente dell'aria, regia di Esodo Pratelli (1943)
- Quarta pagina, regia di Nicola Manzari (1943)
- T'amerò sempre, regia di Mario Camerini (1943)
- Tristi amori, regia di Carmine Gallone (1943)
- La locandiera, regia di Luigi Chiarini (1944)
- Vivere ancora, regia di Nino Giannini e Leo Longanesi (1945)
- Quartetto pazzo, regia di Guido Salvini (1945)
- Che distinta famiglia!, regia di Mario Bonnard (1945)
- Lo sbaglio di essere vivo, regia di Carlo Ludovico Bragaglia (1945)
- Le miserie del signor Travet, regia di Mario Soldati (1945)
- Malìa, regia di Giuseppe Amato (1946)
- Un uomo ritorna, regia di Max Neufeld (1946)
- La locandiera, regia di Luigi Chiarini (1946)
- Umanità, regia di Jack Salvatori (1946)
- Aquila nera, regia di Riccardo Freda (1946)
- L'angelo e il diavolo, regia di Mario Camerini (1946)
- Cronaca nera, regia di Giorgio Bianchi (1947)
- Furia, regia di Goffredo Alessandrini (1947)
- Daniele Cortis, regia di Mario Soldati (1947)
- I miserabili, regia di Riccardo Freda (1948)
- Anna Karenina, regia di Julien Duvivier (1948)
- Fabiola, regia di Alessandro Blasetti (1949)
- Guglielmo Tell, regia di Giorgio Pastina (1949)
- La fiamma che non si spegne, regia di Vittorio Cottafavi (1949)
- Anselmo ha fretta, regia di Gianni Franciolini (1949)
- Yvonne la Nuit, regia di Giuseppe Amato (1949)
- Donne senza nome, regia di Géza von Radványi (1950)
- Sigillo rosso, regia di Flavio Calzavara (1950)
- La scogliera del peccato, regia di Roberto Bianchi Montero (1951)
- Il caimano del Piave, regia di Giorgio Bianchi (1951)
- Il Cristo proibito, regia di Curzio Malaparte (1951)
- Cameriera bella presenza offresi..., regia di Giorgio Pastina (1951)
- O.K. Nerone, regia di Mario Soldati (1951)
- Buongiorno, elefante!, regia di Gianni Franciolini (1952)
- Don Camillo, regia di Julien Duvivier (1952)
- Moglie per una notte, regia di Mario Camerini (1952)
- Tre storie proibite, regia di Augusto Genina (1952)
- La regina di Saba, regia di Pietro Francisci (1952)
- La signora senza camelie, regia di Michelangelo Antonioni (1953)
- Stazione Termini, regia di Vittorio De Sica (1953)
- Il ritorno di don Camillo, regia di Julien Duvivier (1953)
- Nerone e Messalina, regia di Primo Zeglio (1953)
- Addio mia bella signora, regia di Fernando Cerchio (1953)
- Cavallina storna, regia di Giulio Morelli (1953)
- Fate largo ai moschettieri! (Les trois mousquetaires), regia di André Hunebelle (1953)
- La signora dalle camelie (La dame aux camélias), regia di Raymond Bernard (1953)
- Maddalena, regia di Augusto Genina (1954)
- Versailles (Si Versailles m'était conté), regia di Sacha Guitry (1954)
- Il cardinale Lambertini, regia di Giorgio Pastina (1954)
- Una donna libera, regia di Vittorio Cottafavi (1954)
- La grande avventura, regia di Mario Pisu (1954)
- Non c'è amore più grande, regia di Giorgio Bianchi (1955)
- Don Camillo e l'onorevole Peppone, regia di Carmine Gallone (1955)
- Frou-Frou, regia di Augusto Genina (1955)
- Gli innamorati, regia di Mauro Bolognini (1955)
- Il coraggio, regia di Domenico Paolella (1955)
- Guardia, guardia scelta, brigadiere e maresciallo, regia di Mauro Bolognini (1956)
- Beatrice Cenci, regia di Riccardo Freda (1956)
- Moglie e buoi..., regia di Leonardo De Mitri (1956)
- Amore e chiacchiere, regia di Alessandro Blasetti (1957)
- Agguato a Tangeri, regia di Riccardo Freda (1957)
- Le belle dell'aria, regia di Mario Costa e Eduardo Manzanos Brochero (1957)
- Senza famiglia (Sans famille), regia di André Michel (1958)
- La maja desnuda, regia di Henry Koster e Mario Russo (1958)
- Gli amanti del deserto, regia di Fernando Cerchio e Gianni Vernuccio (1958)
- Nel segno di Roma, regia di Guido Brignone (1959)
- Noi gangster (Le grand chef), regia di Henri Verneuil (1959)
- I sicari di Hitler (RPZ appelle Berlin), regia di Ralph Habib (1959)
- Brevi amori a Palma di Majorca, regia di Giorgio Bianchi (1959)
- L'assedio di Siracusa, regia di Pietro Francisci (1960)
- Il mistero dei tre continenti, regia di William Dieterle (1960)
- La lunga notte del '43, regia di Florestano Vancini (1960)
- Le olimpiadi dei mariti, regia di Giorgio Bianchi (1960)
- Femmine di lusso, regia di Giorgio Bianchi (1960)
- La rivolta degli schiavi, regia di Nunzio Malasomma (1960)
- Che gioia vivere, regia di René Clément (1961)
- Un figlio d'oggi, regia di Domenico Graziano e Marino Girolami (1961)
- Don Camillo monsignore... ma non troppo, regia di Carmine Gallone (1961)
- Gli attendenti, regia di Giorgio Bianchi (1961)
- Dieci italiani per un tedesco (Via Rasella), regia di Filippo Walter Ratti (1962)
- Gli anni ruggenti, regia di Luigi Zampa (1962)
- La monaca di Monza, regia di Carmine Gallone (1962)
- Il delitto non paga (Le crime ne paie pas), regia di Gérard Oury (1962)
- Il cambio della guardia, regia di Giorgio Bianchi (1962)
- La smania addosso, regia di Marcello Andrei (1962)
- Il giorno più corto, regia di Sergio Corbucci (1963)
- Avventura al motel, regia di Renato Polselli (1963)
- L'accusa del passato (El pasado te acusa), regia di Lionello De Felice (1963)
- Gli onorevoli, regia di Sergio Corbucci (1963)
- Il re e il monsignore (Le bon roi Dagobert), regia di Pierre Chevalier (1963)
- Becket e il suo re (Becket), regia di Peter Glenville (1964)
- ...e la donna creò l'uomo, regia di Camillo Mastrocinque (1964)
- Il compagno don Camillo, regia di Luigi Comencini (1965)
- Maigret a Pigalle, regia di Mario Landi (1966)
- Il latitante, regia di Daniele D'Anza (1967)
- Del vento tra i rami del Sassofrasso, regia di Sandro Bolchi (1967)
- Gli altri, gli altri... e noi, regia di Maurizio Arena (1967)
- Don Camillo e i giovani d'oggi (incompiuto) (1970)
- Fratello ladro, regia di Pino Tosini (1972)
- Uccidere in silenzio, regia di Giuseppe Rolando (1972)
- I racconti romani di una ex novizia, regia di Pino Tosini (1972)

## Doppiaggio
- Laurence Olivier in Enrico V, Amleto, Gli occhi che non sorrisero, Riccardo III
- Orson Welles in Macbeth, Otello, David e Golia
- Harry Baur in Il delitto della villa
- Charles Boyer in La fortuna di essere donna
- Antonio Centa in Zazà
- Clark Gable in Accadde una notte
- Alec Guinness in Fratello sole, sorella luna
- Walter Huston in Il castello di Dragonwyck
- James Mason in Pandora
- William Powell in L'impareggiabile Godfrey
- Gene Raymond in Carioca (doppiaggio originale)[12]
- Michael Redgrave in Il lutto si addice ad Elettra
- Pietro Sharoff in Tredici uomini e un cannone
- James Stewart in Harvey
- Carlo Tamberlani in Un ladro in paradiso
- Franchot Tone in La danza di Venere
- Luis Trenker in Condottieri
- Robert Young ne La casa dei Rothschild[13]
- Voce narrante in Incantesimo tragico (Oliva), Buongiorno, elefante!, La città nuda, I dieci comandamenti, Il vecchio e il mare, Il re dei re, Quarto potere

## Prosa radiofonica Rai
- L'invito, commedia di Gaspare Cataldo, regia di Anton Giulio Majano, trasmessa il 1º gennaio 1947.
- La dama romantica ed il medico omeopatico, commedia di Leo Di Castelvecchio, regia di Guglielmo Morandi, trasmessa il 30 gennaio 1947.
- Miracolo di Nicola Manzari, regia di Anton Giulio Majano, trasmessa il 12 febbraio 1948.
- Il nostro viaggio di Gherardo Gherardi, regia di Pietro Masserano Taricco, trasmessa l'11 marzo 1948.
- Otello di William Shakespeare, regia di Anton Giulio Majano (1949)
- Gli ultimi cinque minuti di Aldo De Benedetti, regia di Pietro Masserano Taricco, trasmessa il 10 giugno 1954.

## Riconoscimenti
- Nastro d'argento
  - 1946 – Miglior attore non protagonista per Le miserie del signor Travet
  - 1953 – Premiato per il complesso delle sue interpretazioni